# Paepalanthus intermedius
Paepalanthus intermedius är en gräsväxtart som beskrevs av Friedrich August Körnicke. Paepalanthus intermedius ingår i släktet Paepalanthus och familjen Eriocaulaceae. Inga underarter finns listade i Catalogue of Life.